# Pradżnia
Pradżnia – w buddyzmie mądrość powstająca z doświadczenia wglądu i zrozumienia. Jest jedną z sześciu paramit.
Można ją także określić, jako umysłową zdolność, która pozwala bezbłędnie rozumieć życie oraz odróżniać prawdę od fałszu: jest to najsubtelniejsza i najjaśniejsza mądrość, różniąca się od zwykłej ludzkiej inteligencji. Ten, kto osiągnął ją w doskonałym stopniu, nazywany jest buddą. 